# Rodrigo Rato
Rodrigo de Rato y Figaredo, (n. 18 martie 1949, Madrid), este un politician spaniol, care a deținut funcția de viceprim-ministru și ministru al economiei în cei opt ani de guvernare a Spaniei de către Partidul Popular. A fost director al Fondului Monetar Internațional în perioada 2004-2007.
1. ↑  Rodrigo de Rato, Munzinger Personen, accesat în 9 octombrie 2017
2. ↑  „Rodrigo Rato”, Gemeinsame Normdatei, accesat în 29 aprilie 2014
3. ↑  Rodrigo Rato Figaredo, Brockhaus Enzyklopädie, accesat în 9 octombrie 2017
4. ↑   https://www.revistavanityfair.es/poder/articulos/rodrigo-rato-mujer-alicia-gonzalez-rato-gela-angeles-alarco/46596, accesat în 18 decembrie 2021 Lipsește sau este vid: |title= (ajutor)
5. ↑   http://www.congreso.es/portal/page/portal/Congreso/Congreso/Diputados/BusqForm?_piref73_1333155_73_1333154_1333154.next_page=/wc/fichaDiputado?idDiputado=266&idLegislatura=4, accesat în 23 noiembrie 2017 Lipsește sau este vid: |title= (ajutor)
6. ↑   http://www.congreso.es/portal/page/portal/Congreso/Congreso/Diputados/BusqForm?_piref73_1333155_73_1333154_1333154.next_page=/wc/fichaDiputado?idDiputado=221&idLegislatura=2, accesat în 23 noiembrie 2017 Lipsește sau este vid: |title= (ajutor)